# Måløy
Pour les articles homonymes, voir Maloy (homonymie).

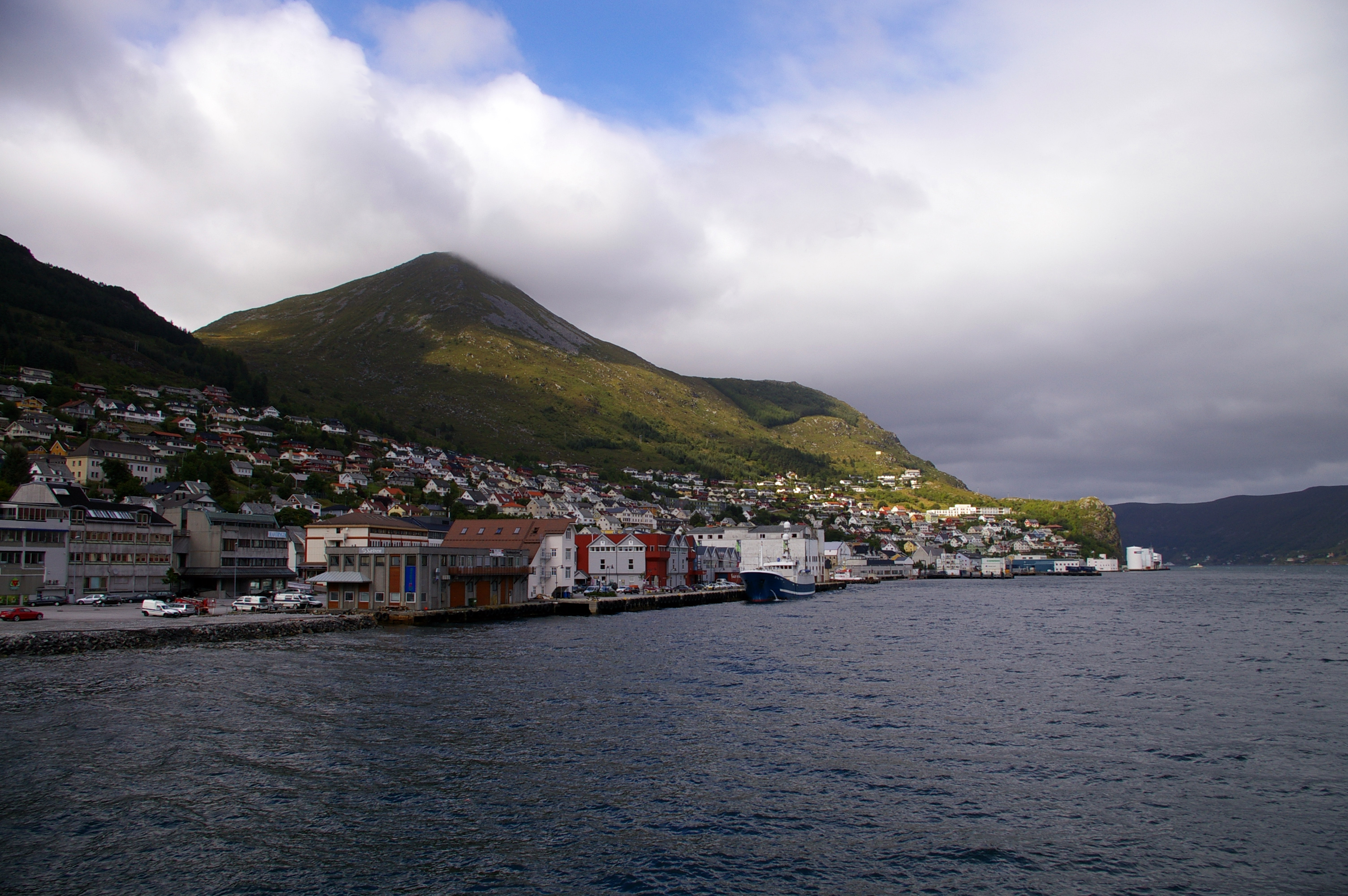

Måløy est un port norvégien, centre administratif de la municipalité de Vågsøy dans le comté de Sogn og Fjordane, en Norvège. Situé à l'extrémité sud-est de l'île de Vågsøy, la ville est reliée au continent par le pont dénommé Måløybrua. Måløy est l'un des ports de pêche les plus importants de la région et est une escale de l'Hurtigruten.